# Christina Wirth
Christina Diane Wirth (Mesa, 18 aprile 1987) è un'ex cestista statunitense, professionista nella WNBA.

## Carriera
È stata selezionata dalle Indiana Fever al secondo giro del Draft WNBA 2009 (19ª scelta assoluta).